# Federazione di baseball delle Filippine
La Federazione filippina di baseball (eng. Philippine Amateur Baseball Association) è un'organizzazione fondata per governare la pratica del baseball nelle Filippine.
Organizza il campionato di baseball filippino, e pone sotto la propria egida la nazionale maschile.